# Investiture de Jimmy Carter

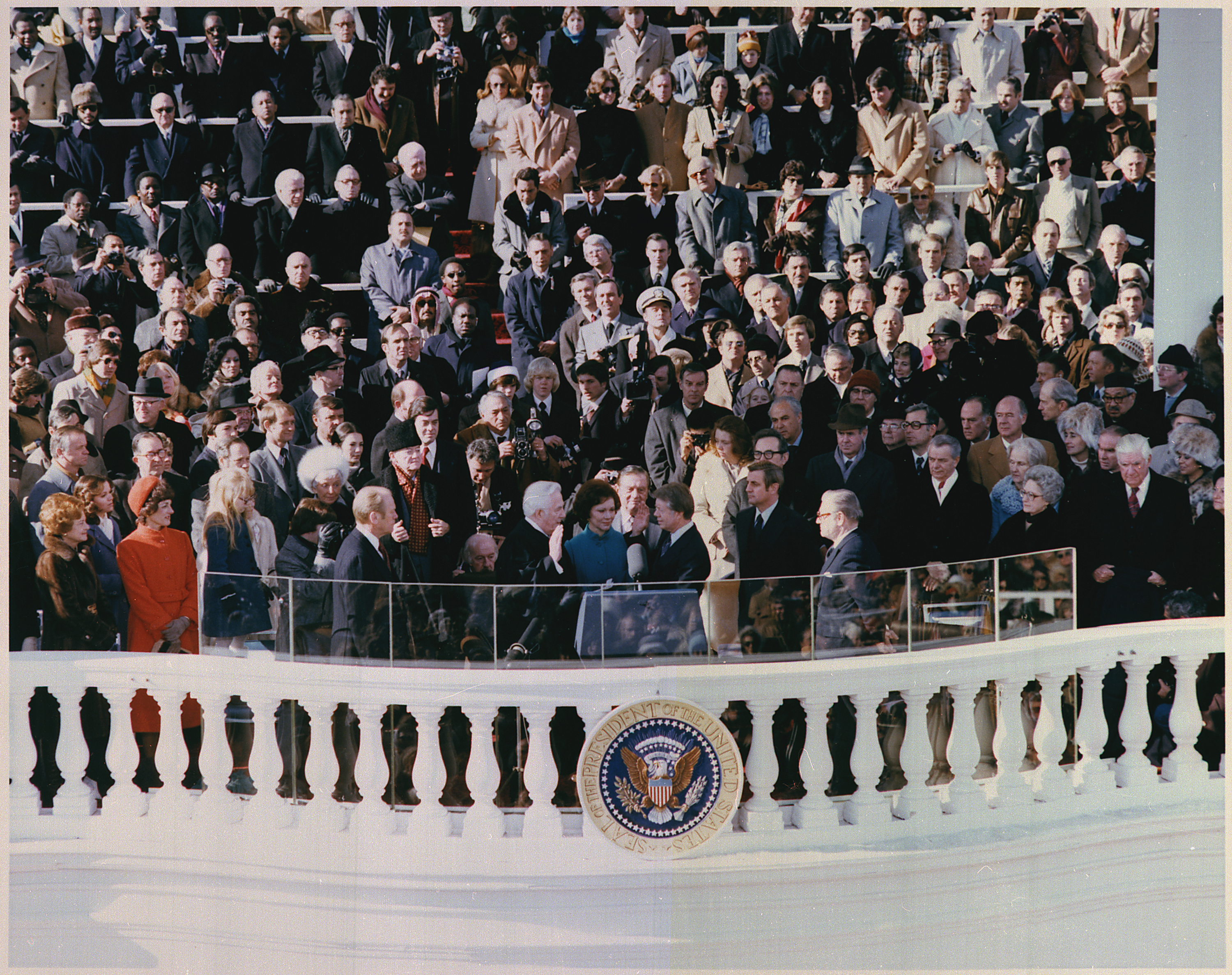
Jimmy Carter lors de sa prestation de serment, sous l'autorité du juge en chef Warren Earl Burger.

L'investiture de Jimmy Carter (Inauguration Day) comme 39e président des États-Unis eut lieu le jeudi 20 janvier 1977. Elle eut lieu sur les marches du capitole à Washington, D.C. en présence de l'ancien président Gerald Ford et son vice-président Nelson Rockefeller. Elle marqua le début du mandat de Jimmy Carter comme président des États-Unis et celui de Walter Mondale comme vice-président des États-Unis.

## Contexte
L'inauguration du 20 janvier marqua la fin de la période de transition présidentielle qui avait commencé le 2 novembre 1976, lorsque Jimmy Carter fut élu président contre Gerald Ford. Il fut officiellement élu par les grands électeurs le 15 décembre. Les résultats furent certifiés en janvier 1977 par le Congrès des États-Unis.

### Articles annexes
- Jimmy Carter
- Investiture du président des États-Unis
- Président des États-Unis